# Léon Povel
Leonardus Ludovicus Augustinus (Léon) Povel (Amsterdam, 23 december 1911 – Deventer, 8 januari 2013) was een Nederlands omroeper, hoorspel- en televisieregisseur bij de KRO.
Hij was de zoon van Alexander Povel, een van de eigenaren van de Winkel van Sinkel, die tevens medeoprichter was van de "Witte" Bioscopen in de jaren 10 tot 30, onder meer in Amsterdam. ("Witte" - later "Capitol" en daarna "Cineac" - Damrak 64, van 1911 tot 1983) 
Ook was hij de broer van cineast en schrijver Wim Povel en oud-schouwburgdirecteur van Sittard Louis Povel.

## Carrière
Povel volgde zijn opleidingen in de jaren 20 in Berlijn en na zijn terugkeer naar Nederland aan het St. Ignatiusgymnasium te Amsterdam.
Zijn radioloopbaan begon op 10 mei 1932 bij de KRO, toen hij gevraagd werd door Pastoor Perquin als tweede omroeper. In die hoedanigheid deed hij diverse historische mededelingen. Zo bracht hij op 28 mei 1932 het nieuws dat het laatste gat in de Afsluitdijk was gedicht. Vervolgens werd hij aangesteld om de reportageafdeling op te richten, samen met Paul de Waart. Daarnaast ontwikkelde hij voor en tijdens de Tweede Wereldoorlog zijn kennis op het gebied van de radiotechniek.
Na de oorlog begon hij zich meer bezig te houden met klankbeelden voor de Schoolradio, wat uiteindelijk uitmondde in het produceren en regisseren van hoorspelen. Als hoorspelregisseur regisseerde Povel in 1955, 1956 en 1957 de in Nederland zeer bekende en populaire hoorspelserie Sprong in het heelal.
Het opvallende was dat de geluiden die Povel samen met de hoorspeltechnici voor Sprong in het heelal had gecreëerd later tijdens de werkelijke ruimtevaartperiode niet ver van de werkelijkheid af bleken te liggen. In een interview voor de VPRO Gids ter gelegenheid van zijn 100e verjaardag vertelde Povel nog dat hij bijna dacht dat de Amerikanen bij een raketlancering het geluid van hem 'gegapt' hadden. In 1961 en 1962 zou hij ook voor de sciencefictionhoorspelserie Testbemanning zo'n 180 nieuwe geluiden bedenken. Deze waren nodig voor bijvoorbeeld een buiklanding op de grasplaneet, en voor een strijdend robotleger. De series Sprong in het heelal en Testbemanning zijn op cd uitgegeven door uitgeverij Rubinstein, die in december 2011 ook het hoorspel Vliegtuig op hol uitgaf, dit ter gelegenheid van zijn 100e verjaardag.
Het aantal hoorspelen dat Povel regisseerde voor de KRO-radio wordt geschat op circa 900. Hiervan zijn er inmiddels 350 achterhaald dan wel bewaard.
Naast zijn regiewerk bij de hoorspelafdeling werkte hij bovendien nog enkele jaren als dramaregisseur voor de KRO-televisie.

## Latere leven en dood
Op 1 december 1976 eindigde door verplichte pensionering (hij werd die maand namelijk 65 jaar oud) zijn carrière bij de KRO. Povel is echter altijd actief gebleven en heeft daarna nog vele hoorspelen opgenomen en toneelstukken met amateurs geregisseerd.
Hij hertrouwde in 2005 op 93-jarige leeftijd met de vijftien jaar jongere kunstschilderes Margreet Tieleman Hazewinkel, na eerst 18 jaar samenwonen.
Op 23 december 2011 werd Povel 100 jaar. Bij die gelegenheid werd hij benoemd tot Ridder in de Orde van Oranje-Nassau, met name voor zijn werk als radiopionier en zijn inspanningen ter bevordering van het hoorspel en om een jongere generatie daarin op te leiden.
Astronaut André Kuipers kreeg in december 2011 van hoorspelweb.com Povels beide ruimtevaarthoorspelen mee om ze opnieuw te kunnen beluisteren tijdens zijn verblijf in het internationale ruimtestation ISS, omdat deze Kuipers hadden geïnspireerd om astronaut te worden. Kuipers belde Povel daarom op zijn 100e verjaardag vanuit het ISS om hem te feliciteren.
Léon Povel overleed op 8 januari 2013, 16 dagen na zijn 101e verjaardag. Op 16 januari 2013 is hij gecremeerd in crematorium Steenbrugge in Diepenveen. Drie maanden daarvoor maakte zijn jongste zoon Winfried Povel samen met hem de balans op over zijn leven: In gesprek met mijn 100-jarige vader, Léon Povel. Dit interview werd in vier delen uitgezonden in januari 2013 door de KRO op Radio 1.
In 2009 heeft Povel nog meegewerkt aan de bewerking van de vierde serie van Sprong in het heelal - De terugkeer van Mars, maar hij had zelf geen energie genoeg om veelvuldig heen en weer naar de studio te rijden en bovendien ontbrak het aan voldoende goede acteurs. Na zijn dood kreeg zoon Winfried Povel een aantal beroepsacteurs enthousiast om geheel belangeloos mee te werken en het stuk alsnog te realiseren, als eerbetoon aan hem. Ook André Kuipers speelt hierin een rolletje. De serie werd in januari 2014 uitgezonden door de KRO op zondagmiddagen  via Radio 5 Nostalgia.
Ook werd het oorlogsdagboek van Léon Povel gevonden en zoon Winfried Povel sprak dat in, voorzien van geluidsfragmenten, waardoor het meer dan een luisterboek werd. De KRO zond het uit in de nachten van 28 april en 5 mei 2014 bij Adeline van Lier op Radio 1.

## Hoorspelen van Léon Povel, beschreven op Wikipedia
| - 6.810.000 liter water per seconde - Als een naaktslak - Au bon plaisir du roi - Beenderen - Bezoek rond tien uur - Bitterzoet bed - Centropolis - Computers discussiëren niet - Concert aan vier telefoons - Crueland - Dames doden heren - Dat zou ze hem zeggen op het eiland - De berg der verschrikking - De bruid van Saint-Jean-de-Luz - De dame die het misschien niet was - De dame uit Carthago - De deur ging op slot - De dienstweigeraar - Bedreigde stad - De heer en mevrouw S. wachten op hun gasten - De hel ligt niet ver van de hemel - De interland - De jacht op de komeet - De kartonnen doos - De kastijding - De kerstbeeldjes uit de Provence - De kozakken of Waar is uw broeder Abel? - De laatste zaak van commissaris Middlebury - De late brief - De madonna van de antiquair - De meteropnemer - De moord op de woonboot - Deportatie - De reclame-patiënt - De rekenaar - De revolte van Carolus Boorst - De slaaf - De speurder in de gevangenis - De stilte - De uitdragerswinkel - De verjaardag - De vermiste driekwart - De vrouw van de Pierrot - De vuurzuil | - De vuurlelie onder de vijgenboom - De wonderlijkste liefdesgeschiedenis ter wereld - De zoutmijn - De zwarte man - Dit is uw kans - Dood in Basel - Dood in de jungle - Dromen - Drijfjacht - Een confrontatie met niet-menselijk intellect - Een handvol stof - Een ongehoord spel - Een vertrek raakt leeg - Een vrije vrijdagavond - Een ziel voor de president - Elke donderdagmiddag - Fis met boventonen - Ga Davidje maar helpen - Gesprek - Gevaar - Hava, de egel - Heer zoekt kennismaking - Het beeld van de mens - Het einde van een plan - Het gelach - Het genezingsproces - Het genootschap van gezonde slapers - Het Korsakow-syndroom - Het leven en de dood van Marilyn Monroe - Het promotiespel - Het stenen hart - Het strand - Het systeem van pater Jensen - Het tweede motief - Het verhaal van de kanunnik - Het wonder van Jeruzalem - Hoe laat is het? - Hoe moet er dan vrede nederdalen? - Hoogspanning - Huis te koop - Identieke tweelingbroers - Ik loop allenig achter de kist - In de autobus - In de cirkel - In de duivel moet je wel geloven - Ja, weet je... - Kennedy's children | - Knelpunten - Knopen - Landschap - Levend onderwijs met doden - Lied voor de feestdagen - Maannacht - Met een neuslengte - Met vijf man bridgen - Middag zonder einde - Moord als tijdverdrijf - Moord in de Spuistraat - Nana en Worrick, de clown - Occulte moord - Ondervragingen - Ons stenen tijdperk - Ontwerp voor een moord - Op de centrale post van de brigade - Operatie Mallemolen - Oponthoud - Op Texel is het lente - Pedro Páramo - Philemon en Baucis - Plaatselijke toestanden - Rook en nevel - Rijnpromenade - Sadie en Neco - Simba's sterven niet - Soms zijn de nachten zo lang - Spel op leven en dood - Sprong in het heelal - Strandgoed - Te oud voor ezeltje rijden - Testbemanning - Trein vermist of De ring van Möbius - Tijd heelt wonden - Tweehonderdduizend plus één - Vaders begrafenis - Vergeten wacht - Visite - Vliegtuig op hol - Voor het sneeuwgebergte - Welgemoed naar de grote, wijde wereld van de totale vakantie - Wie heeft mijn onsterfelijke ziel gedood of Klassenstrijd in de wijk Woolwich - Ziggy en Habooba |